# NGC 2717
NGC 2717 (również PGC 25146) – galaktyka eliptyczna (E/SB0), znajdująca się w gwiazdozbiorze Kompasu. Odkrył ją John Herschel 20 marca 1835 roku.